# リチャード・S・シェイヴァー

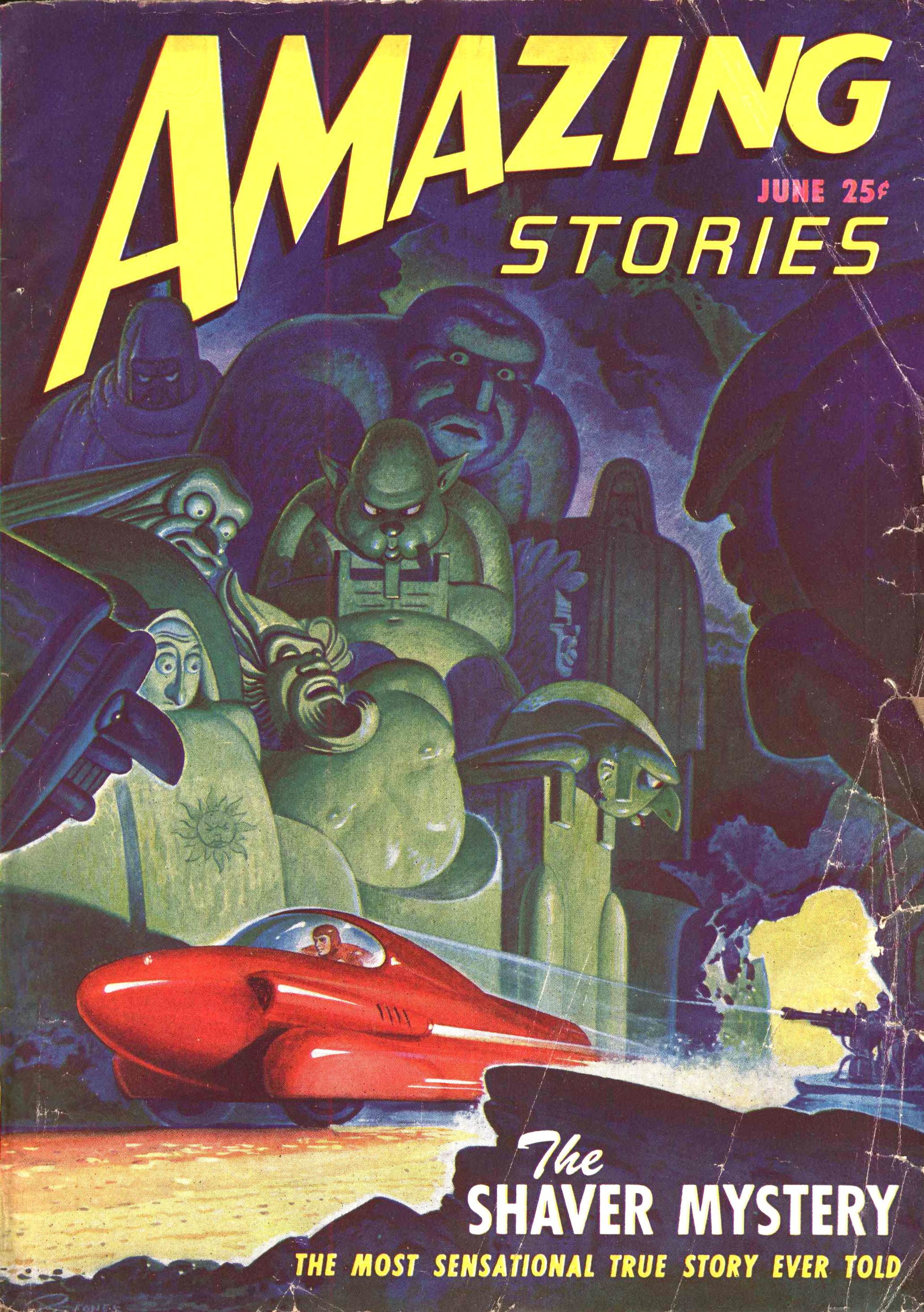
「シェイヴァー・ミステリー」を大きく取り上げた『アメージング』1947年6月号

リチャード・シャープ・シェイヴァー（Richard Sharpe Shaver、1907年10月8日 – 1975年）は、アメリカ合衆国ペンシルベニア州ベリック（Berwick）生まれの作家。アーカンソー州サミット（Summit）で死去。
SFパルプ・マガジン（主に『アメージング・ストーリーズ』）に、同誌の編集長であったレイモンド・A・パーマー（レイ・パーマー）とともに、後に「シェイヴァー・ミステリー(Great Shaver Mystery)」と呼ばれるシリーズを執筆。同シリーズは激しい論争の的となり、シェイヴァーは大いなる悪評を得た。

## 経歴と作品
シェイヴァーの人生の初期についてはほとんど知られていないが、自動車工場で働く溶接工だったとされ、そこでの仕事をやめてしばらくの間、浮浪生活を送ったと自称している。
1943年、シェイヴァーは『アメージング・ストーリーズ』誌あてに一通の手紙を送る。
その手紙で彼は、自分が古代の言語「マンタング（Mantong、地球上の全ての言語の元となる“源言語”）」を発見したと主張した。マンタングでは各々の音は隠された意味を有し、その変換式を適用すればいかなる言語においてもその中に隠された秘密を明らかにするとされた。レイ・パーマーは、マンタング変換式をいくつかの単語で試し、シェイヴァーの発見には何らか（あるいはいくらかの）意味があると受け取った。
パーマーはシェイヴァーに、どのようにしてマンタングの秘密を知ったのかについて質問状を返信した。それに対してシェイヴァーは、「未来の人々への警告（A Warning to Future Man）」と名付けた一万語の文書を送り返した。
そこには、有史以前に高度な文明を持ち、地下洞穴に都市を築いていたが、太陽からの有害な放射線を避けるために他の惑星に移住した古代種族について書かれていた。宇宙への脱出から取り残された古代種族の一部は、高潔な精神と人間らしさを保った「テロ（Tero）」と、退化し邪悪でサディスティックな怪物となりはてた「デロ（Dero、detrimental robotsの略）」に枝分かれしたという。
シェイヴァーによれば、洞穴都市に住むデロたちは、数千人におよぶ我々地表の住人を誘拐し、食用そして娯楽のための拷問に供している。そのために彼らは偉大な古代の祖先たちが残した不可思議な「光線」機械を用いて、我々の精神に直接、邪悪な想念や「音声」を投射して苦しめているとされる。デロの悪意は、「偶然の」軽い怪我や病気から航空機の墜落事故、あるいは破局的な天災にいたるまで、ほとんどあらゆる不幸の原因であるといっても過言ではない。またデロは、地下の洞穴都市に生息しているにもかかわらず、宇宙船あるいはロケットによって地球外の悪意ある存在と交渉を持っているともされた。シェイヴァーは、自分が過去数年間、彼らの囚人となったことがあり、自らの目でデロと彼らの地下都市についての知識を得たと主張した。
レイ・パーマーはシェイヴァーの読みにくい原稿を編集し、リライトし、総語数を31000語に増やした。このリライトされた記事「レムリアの記憶( I Remember Lemuria !）」が掲載された『アメージング・ストーリーズ』誌1945年3月は瞬く間に完売し、世間に激烈な反応を引き起こした
1945年から1949年の間、『アメージング・ストーリーズ』編集部は、シェイヴァーの主張は真実であると証言する読者からの手紙であふれ返った。
デロが実在する証拠の1つとして、シェイヴァーは出所を説明できない「音声」を挙げた。電信の通信員たちは、奇妙な「音声」を聞き、地球空洞内部から来た住人に出会った。パリから届いたある女性の手紙には、ビルの秘密のエレベータで地下深くに拉致されたという体験がつづられており、数ヵ月に及ぶ強姦と拷問の後、彼女は一群のテロたちによって助け出されたのだそうだ。
この説は当時の主力新聞数誌に掲載され、『ライフ』誌は1951年5月21日号で8ページの特集を組んだ。「シェイヴァー・ミステリー・クラブ」の会員証は、いくつもの都市で価値が跳ね上がった。
1945年から1948年まで、『アメージング・ストーリーズ』誌の内容のうち約75%がシェイヴァー・ミステリーの関連するもので、時にはそれ以外のものの掲載を意図的に排除しているかのようにさえ思えるほどであった。
多くのSFファンのコミュニティはシェイヴァー・ミステリーを「シェイヴァーのデマ(the Shaver Hoax)」と呼び、公然と非難した。パーマーによる『アメージング・ストーリーズ』誌の路線変更（初期のハードSF中心からスペースオペラ中心へ）に対して既に怒りを抱いていた熱心なSFファンたちは、シェイヴァー・ミステリーに関する記事の掲載を一切やめることを出版社に請願する圧力運動を組織した。パーマーは、『アメージング・ストーリーズ』誌に届く、シェイヴァー・ミステリーに懐疑的あるいは批判的な手紙をたびたび誌面に載せ、彼自身を含むシェイヴァー信奉者による反論を繰り広げていた。
1948年、『アメージング・ストーリーズ』誌はシェイヴァー・ミステリーに関する全ての原稿を公表するのを終了した（後に、パーマーは外部から悪意ある圧力がかけられたと主張し、SFファンたちは彼らの不買運動と反シェイヴァー・キャンペーンが功を奏したと考え、『アメージング・ストーリーズ』誌のオーナーたちは、単純にシェイヴァー・ミステリーが飽きられてきており、同誌の売上が下がってきたための路線変更だと述べた）。
雑誌掲載が終了したにもかかわらず、シェイヴァー・ミステリー・クラブは、驚くべきしぶとさを示した。クラブの代表は、ジョン・ネベル(John Nebel)がパーソナリティを勤める人気ラジオ番組で、1950年代後期に数回、シェイヴァー・ミステリーについてディスカッションを行った（ネベルはこのディスカッションそのものは面白いと思ったが、現存する記録を見る限り、彼自身はシェイヴァー・ミステリーについて懐疑的な立場を公言していた）。
パルプ・マガジンの人気が後退した後でさえ、パーマーはシェイヴァー・ミステリーを押し進め、ただでさえ減少する定期購読者をドン引きさせた。
シェイヴァーと彼の妻は、『シェイヴァー・ミステリー・マガジン(Shaver Mystery Magazine)』誌を数年間不定期に刊行した。
1971年、パーマーは「シェイヴァーが8年を費やしたのはデロの地底都市ではなく、精神病院である」と公言した。しかし、自らの発言にもかかわらずパーマーは、シェイヴァー・ミステリーは日常的で物理的な現実世界においてではなく、むしろ精神的でアストラル界での出来事であり、あくまで本物であると主張し続けた。
1960年代から1970年代においてシェイヴァーは、有史以前に超種族が存在したという物的証拠を探し続けた。その探索の果てに彼はある岩を発見し、それは超古代文明によって作られ、画像と文字が書き込まれた「岩本（rock books）」であるとした。
その後彼は、「岩本」の考古学的な重要性を訴える原稿を書き、写真を撮り、そこから得られる画像のイメージを描き続けた。彼は図書館に対して「岩本」の貸し出しを許可する手紙を送り、磨かれたメノウの薄片と、アトランティス人によってその内部に特殊なレーザー装置（special laser-like devices）を用いて描かれたとされる文字、絵画、写真についての梗概を書き送った。

## シェイヴァーとUFO
1947年のケネス・アーノルド事件の後、全米にUFO熱が燃え上がった。
パーマーは、これに先立つ数年前、シェイヴァーは「デロの宇宙船」について言及しており、「空飛ぶ円盤」こそシェイヴァー・ミステリーが正しかった証明であると主張した。
このシェイヴァーとパーマーが「空飛ぶ円盤」フィーバーを先取りしていたという考え方は、後に作家ジョン・A・キールによって擁護された。キールの1983年の著書「Man Who Invented Flying Saucers」（初出は『フォーティアン・タイムズ(Fortean Times)』誌）で彼は、「パーマーは画家に対して読者にウケる絵を描くように命じた。また、円盤形の飛行機械は1947年6月に先立つはるか昔に『アメージング・ストーリーズ』誌のカバーに登場していた。これによって百万もの人々が国家的なニュースメディアが報ずるよりもはるかに早く、「空飛ぶ円盤」という概念にさらされていた点に注意すべきである。新聞売場に並ぶ、空飛ぶ円盤に飾られた『アメージング・ストーリーズ』の表紙をちらっと見て、そのイメージが人々の潜在意識に植え込まれたことは十分考えられる」と述べている。

## 参考資料
- Barkun, Michael, A Culture of Conspiracy: Apocalyptic Visions in Contemporary America; University of California Press Berkeley, Los Angeles, 2003; ISBN 0-520-23805-2
- Clark, Jerome,  The UFO Book: Encyclopedia of the Extraterrestrial; Visible Ink, 1998; ISBN 1-57859-029-9
- Dash, Mike, Borderlands: The Ultimate Exploration of the Unknown; Overlook Press, 2000; ISBN 0-87951-724-7
- Ellison, Harlan, Strange Wine (paperback edition), Warner Books, 1978; ISBN 0-446-89489-3
- Keel, John, "The Man Who Invented Flying Saucers" ; Fortean Times, 1983.
- Klochko, Deborah and Turner, John, eds., "Create and Be Recognized: Photography on the Edge," San Francisco: Chronicle Books, 2004.
- Mott, Wm. Michael, This Tragic Earth: The Art and World of Richard Sharpe Shaver , TGS/Hidden Mysteries Publishing, 2007; ISBN 0-9786249-5-5
- Mott, Wm. Michael, The Deep Dwellers from Caverns, Cauldrons, and Concealed Creatures, Expanded Second Edition , TGS/Hidden Mysteries Publishing, 2000, 2007;  ISBN 0-9786249-4-7
- Roth, Christopher F., "Ufology as Anthropology: Race, Extraterrestrials, and the Occult."  In E.T. Culture: Anthropology in Outerspaces, ed. by Debbora Battaglia.  Durham, N.C.: Duke University Press, 2005.
- Skinner, Doug, What's This? A Shaver Revival?, Fate, June 2005
- Tucker, Brian, "Shaver Declared a Master Surrealist!," Shavertron (online publication), 2003(?).
- Wright, Bruce Lanier, Fear Down Below: The Curious History of the Shavery Mystery (2000)